# 科爾曼冰川
75°47′S 132°33′W / 75.783°S 132.550°W
科爾曼冰川（英語：Coleman Glacier）是南極洲的冰川，位於瑪麗伯德地，處於阿梅斯山脈地區，發現自安德勒斯山，美國地質調查局根據測量和該國海軍的空中照片繪入地圖，現時由南極條約體系管理。